# Wout van Aert
Wout van Aert   (Herentals, 15 de setembre de 1994) és un ciclista belga, professional des del 2012. Actualment corre a l'equip Team Jumbo-Visma. Combina la carretera amb el ciclocròs, on ha obtingut notables èxits (88 victòries), entre ells tres Campionats del món, el 2016, 2017 i 2018. En carretera destaca el Campionat nacional en ruta de 2021, el Campionat nacional en contrarellotge (2019, 2020 i 2023), 10 etapes del Tour de França, 1 etapa al Giro d’Itàlia i 3 a la Volta a Espanya, la Strade Bianche de 2020, la Milà-Sanremo del mateix any, l'Amstel Gold Race de 2021 i Gant-Wevelgem del mateix any. Al 2022 segueix ampliant el seu palmarès de clàssiques amb la Omloop Het Nieuwsblad i la E3 Saxo Bank Classic. Al 2023 segueix ampliant el seu palmarès de clàssiques amb la seva segona victòria a la E3 Saxo Bank Classic. A més, també ha aconseguit la medalla de plata dels Jocs Olímpics de 2020 en ciclisme en ruta, la de bronze en contrarellotge als Jocs Olímpics de 2024 i fou el guanyador de la classificació per punts del Tour de França del 2022.

## Palmarès en ciclocròs
- 2012-2013
  - 1r al Superprestige sub-23
- 2013-2014
  -  Campió del món en ciclocròs sub-23
  - 1r al Trofeu Bpost Bank sub-23
- 2014-2015
  -  Campió d'Europa en ciclocròs sub-23
  - 1r al Trofeu Bpost Bank
- 2015-2016
  -  Campió del món en ciclocròs
  -  Campió de Bèlgica en ciclocròs
  - 1r a la Copa del món de ciclocròs
  - 1r al Superprestige
  - 1r al Trofeu Bpost Bank
- 2016-2017
  -  Campió del món en ciclocròs
  -  Campió de Bèlgica en ciclocròs
  - 1r a la Copa del món de ciclocròs
  - 1r al Trofeu DVV Verzekeringen
- 2017-2018
  -  Campió del món en ciclocròs
  -  Campió de Bèlgica en ciclocròs
- 2020-2021
  -  Campió de Bèlgica en ciclocròs
  - 1r a la Copa del món de ciclocròs
- 2021-2022
  -  Campió de Bèlgica en ciclocròs
  - 1r classificat a la prova de la Copa del Món de Val di Sole
  - 1r classificat de la prova de la Copa del Món de Dendermonde
  - 1r classificat al SP Boom
  - 1r classificat al SP Zolder (GP Erik De Vlaeminck)
  - 1r classificat a la prova del X²O Badkamers Trophy Loenhout
  - 1r classificat a la prova del X²O Badkamers Trophy Baal (GP Sven Nys)
  - 1r classificat a la prova del X²O Badkamers Trophy Harentals
  - 1r classificat al Ethias Cross Essen
- 2022-2023
  - 1r classificat a la prova de la Copa del Món de Dublín
  - 1r classificat al SP Zolder
  - 1r classificat al SP Diegem
  - 1r classificat al Exact Cross Loenhout
  - 1r classificat al Zilvermeercross
  - 1r classificat a la prova del X²O Badkamers Trophy Koksijde
  - 1r classificat al SP Gullegem
  - 1r classificat a la prova de la Copa del Món Zonhoven
  - 1r classificat a la prova del X²O Badkamers Trophy Hamme
- 2023-2024
  - 1r classificat al Exact Cross Essen
  - 1r classificat al SP Zolder
  - 1r classificat a la prova de la Copa del Món de Benidorm
- 2024-2025
  - 1r classificat al SP Gullegem
  - 1r classificat a la prova de la Copa del Món de Dendermonde

## Palmarès en ruta
- 2014
  - 1r a la Volta a la Província de Lieja i vencedor de 2 etapes
- 2016
  - 1r a la Copa Sels
  - Vencedor d'una etapa a la Volta a Bèlgica
- 2017
  - 1r a la Volta a Limburg
  - 1r a la Bruges Cycling Classic
  - 1r al Gran Premi Pino Cerami
- 2018
  - 1r a la Volta a Dinamarca i vencedor d'una etapa
- 2019
  -  Campió de Bèlgica en contrarellotge
  - 3r classificat al Campionat de Bèlgica en ruta
  - Vencedor de 2 etapes i mallot de la regularitat al Critèrium del Dauphiné 
  - Vencedor d'una etapa del Tour de França[3] i vencedor de la CRE amb el Jumbo Visma
- 2020
  -  Campió de Bèlgica en contrarellotge
  - 1r classificat a la Strade Bianche
  - 1r classificat a la Milà-Sanremo
  - Vencedor d'una etapa i del mallot de la regularitat al Critèrium del Dauphiné 
  - Vencedor de 2 etapes del Tour de França[4]
- 2021
  -  2n Ciclisme en ruta, Jocs Olímpics
  -  Campió de Bèlgica en ruta
  - 1r classificat a la Gant-Wevelgem
  - 1r classificat a l'Amstel Gold Race
  - 1r classificat a la Volta a la Gran Bretanya i vencedor de 4 etapes
  - Vencedor de 2 etapes i del mallot de la regularitat a la Tirrena-Adriàtica
  - Vencedor de 3 etapes al Tour de França
- 2022
  - 1r classificat a l'Omloop Het Nieuwsblad
  - 1r classificat a l'E3 Saxo Bank Classic
  - 2n classificat a la París-Roubaix
  - 3r classificat a la Lieja-Bastogne-Lieja
  - 1r classificat a la Bretagne Classic
  - Vencedor d'una etapa i del mallot de la regularitat a la París-Niça 
  - Vencedor de 2 etapes i del mallot de la regularitat al Critèrium del Dauphiné 
  - Vencedor de 3 etapes,  Classificació per punts i  Premi de la combativitat al Tour de França
- 2023
  -  Campió de Bèlgica en contrarellotge
  - 1r a l'E3 Saxo Bank Classic
  - 1r a la Volta a la Gran Bretanya i vencedor d'una etapa
  - 1r a la Coppa Bernocchi
- 2024
  - 1r a la Kuurne-Brussel·les-Kuurne
  - Vencedor d'una etapa a la Volta a l'Algarve
  -  Medalla de bronze als Jocs Olímpics en contrarellotge
  - Vencedor de 3 etapes a la Volta a Espanya
- 2025
  - Vencedor d'una etapa al Giro d'Itàlia
  - Vencedor d'una etapa al Tour de França

### Resultats al Tour de França
- 2019. Abandona (13a etapa). Vencedor d'una etapa
- 2020. 20è de la classificació general. Vencedor de 2 etapes
- 2021. 19è de la classificació general. Vencedor de 3 etapes.[5][6]
- 2022. 22è de la classificació general. Vencedor de 3 etapes. 1r de la  Classificació per punts  Premi de la combativitat
- 2023. No surt (18a etapa).
- 2024. 52è de la classificació general
- 2025. 67è de la classificació general. VEncedor de la 21a etapa

### Resultats a la Volta a Espanya
- 2024. Abandona (16a etapa). Vencedor de tres etapes

### Resultats al Giro d'Itàlia
- 2025. 72è de la classificació general. Vencedor de la 9a etapa